# Ошибка сегментации
Ошибка сегментации (англ. Segmentation fault, сокр. segfault, жарг. сегфолт) — ошибка программного обеспечения, возникающая при попытке обращения к недоступным для записи участкам памяти либо при попытке изменить память запрещённым способом. В системах на основе процессоров Motorola 6800 эти ошибки, как правило, известны как ошибки адреса или шины.
В UNIX-подобных операционных системах процесс, обращающийся к недействительным участкам памяти, получает сигнал SIGSEGV. В Microsoft Windows процесс, получающий доступ к недействительным участкам памяти, создаёт исключение STATUS_ACCESS_VIOLATION (определение для кода 0xC0000005) и, как правило, предлагает запустить отладчик приложения и показывает пользователю окно с предложением отправить отчёт об ошибке в Microsoft.

## Пример
Вот пример кода ANSI C, который приводит к ошибке сегментации из-за присутствия квалификатора типа const:
```
const
 
char
 
*
 
s
 
=
 
"hello world"
;

*
 
(
char
 
*
)
 
s
 
=
 
'H'
;

```

Когда программа, содержащая этот код, скомпилирована, строка "hello world" размещена в секции программы с бинарной пометкой «только для чтения». При запуске операционная система помещает её с другими строками и константами в сегмент памяти, предназначенный только для чтения. После запуска переменная s указывает на адрес начала строки, а попытка присвоить значение символьной константы 'H' через переменную в памяти приводит к ошибке сегментации.
Компиляция и запуск таких программ на OpenBSD 4.0 вызывает следующую ошибку выполнения:
```
$ 
gcc
 
segfault.c
 
-g
 
-o
 
segfault

$ 
./segfault

Segmentation fault

```

Вывод отладчика gdb:
```
Program received signal SIGSEGV, Segmentation fault.

0x1c0005c2 in main () at segfault.c:6

6 *s = 'H';

```

В отличие от этого, GCC 4.1.1 на GNU/Linux возвращает ошибку ещё во время компиляции:
```
$ 
gcc
 
segfault.c
 
-g
 
-o
 
segfault

segfault.c: In function 'main':

segfault.c:4: error: assignment of read-only location

```

Условия, при которых происходят нарушения сегментации, и способы их проявления зависят от операционной системы.
Этот пример кода создаёт нулевой указатель и пытается присвоить значение по несуществующему адресу. Это вызывает ошибки сегментации во время выполнения программы на многих системах.
```
int
 
*
 
ptr
 
=
 
(
int
 
*
)
 
0
;

*
ptr
 
=
 
1
;

```

Ещё один способ вызвать ошибку сегментации заключается в том, чтобы вызвать функцию main() рекурсивно, что приведёт к переполнению стека:
```
int
 
main
()

{

    
main
();

}

```

Обычно ошибка сегментации происходит потому, что:
- указатель нулевой,
- указатель указывает на произвольный участок памяти (возможно потому, что не был инициализирован),
- указатель указывает на удалённый участок памяти.

Например,
```
char
 
*
 
p1
 
=
 
NULL
;
 
/* инициализирован как нулевой; это допускается, но на многих системах он не может быть разыменован */

char
 
*
 
p2
;
 
/* вообще не инициализирован (указывает на произвольный адрес в памяти) */

char
 
*
 
p3
 
=
 
(
char
 
*
)
 
malloc
(
20
);
 
/* хорошо, участок памяти выделен */

free
(
p3
);
 
/* но теперь его больше нет */

```

Теперь разыменование любого из этих указателей может вызвать ошибку сегментации.
Или при использовании массивов, если случайно указать в качестве размера массива неинициализированную переменную:
```
int
 
main
()

{

    
const
 
int
 
nmax
 
=
 
10
;

    
int
 
i
,
 
n
,
 
a
[
n
];

}

```

Компилятор G++ не прослеживает такую ошибку при компоновке, что при запуске скомпилированной программы может вызвать ошибку сегментации.